# مقاطعة أولوغنور
مقاطعة أولوغنور هي تقسيم إداري في ولاية أنديجان في أوزبكستان. مركزها مدينة آقالتين.